# Бизнес-идея
Бизнес-идея — идея, которая может быть использована для построения новой компании или нового направления деятельности в уже работающей компании. Как правило, бизнес-идея направлена на создание товаров или услуг, которые могут быть проданы за деньги, благодаря сформулированной в бизнес-идее новой бизнес-модели.

## Определение
Бизнес-идея — это концепция бизнеса, которая связана с пониманием ценности, предлагаемой потребителю. Она может быть как собственной (новой, оригинальной, рожденной впервые), так и заимствованной извне («враждебное» поглощение через приобретение компаний, создание совместных предприятий и др.).

## Методы
Существуют несколько методов для выработки и тестирования бизнес-идеи. Способность трансформации бизнес-идеи в жизнеспособный бизнес, должна быть подкреплена осуществимым бизнес-планом, который может быть продан за определенную сумму заинтересованным инвесторам или компаниям собственно до осуществления идеи. Также бизнес-идея может быть продана методом заключения контракта на реализацию бизнес-идеи с менеджером, или использованы иные способы компенсации.
Бизнес-идея, поданная в нужное время, когда ожидается нарастание спроса на упомянутые в бизнес-идее товары или услуги, может привести к созданию высокоприбыльного бизнеса. В условиях усиливающейся во многих отраслях конкуренции, начали появляться бизнес-идеи, которые направлены на создание товаров или услуг, на которые в данное время нет спроса вообще. Такие инновационные бизнес-идеи направлены на формирование спроса, методом предложения рынку абсолютно новых товаров или услуг.
Бизнес-идей и источников их возникновения множество, однако качество и своевременность их реализации определяют неудачу или успех.

## Методики для генерации бизнес-идей
Как правило, успешные бизнес-идеи генерируются либо экспертами в отрасли бизнес-идеи, либо новичками, пришедшими из других отраслей и не обременёнными штампами и традициями отрасли бизнес-идеи.
Для генерации бизнес-идей может быть полезным проведение структурного анализа действующих отраслей, рынков, бизнес-моделей, бизнес-процессов. Как правило пишутся аналитические записки, проводятся SWOT-анализ, варианты PEST-анализа, Анализ пяти сил Портера.
Часто используется методика мозгового штурма.

## Инновации
Инновации в контексте бизнеса предполагают создание новых идей, разработку новых продуктов при помощи специальных исследований и разработок, или же  улучшение существующих услуг и товаров. Инновации часто помещаются в центр внимания бизнеса и могут стимулировать его развитие и выход в лидеры рынка. Предприятия, ориентированные на инновации, обычно более эффективны, рентабельны и продуктивны. Успешные инновации должны быть встроены в бизнес-стратегию, основанную на культуру инноваций и поощрению творческих методов решение стоящих задач.

### Примеры инноваций
Apple была компанией с капиталом в 2 млрд. долларов в 1997 году, а в 2015 году уже оценивалась в стоимость 700 млрд. Это произошло не в последнюю очередь благодаря инновационным техническим решениям, которые нашли своё воплощение в Macbook, iPod, iPad и iPhone.
Tesla создала электромобиль с особым внешним видом и эффективным двигателем, что помогло компании достичь рыночной капитализации в 33 миллиарда долларов.
Uber был основан в 2009 году и за 6 лет превратился в компанию, оцениваемую в 50 млрд. долларов. Его простая, но необычная идея ― заказ такси при помощи приложения на смартфоне оказалась необычайно популярной.